# Kusazuri
Kusazuri (草摺) era la scarsella tipica dell'armatura giapponese, composta, come il cosciale haidate, da un grembiule di grosse pezze rettangolari di lamine kozane di cuoio e/o ferro congiunte da rivetti e lacci. Per tramite di una cinta, la scarsella veniva legata dal bushi sia sopra la corazza dō sia sopra gli haidateii.